# Лундрас, Димитриос
Димитриос Лундрас (греч. Δημήτριος Λούνδρας; 4 сентября 1885, Афины — 15 февраля 1970, Греция) — греческий гимнаст и адмирал, бронзовый призёр летних Олимпийских игр 1896.
Лундрас участвовал в играх, когда ему было всего 10 лет и 218 дней. Это сделало его самым молодым участником и призёром современных Олимпийских игр.
Он участвовал только в командном соревновании на брусьях, и в составе своей команды занял третье место.
После игр, он окончил морскую школу и смог позже получить звание адмирала. Он участвовал в Балканских, в Первой и Второй мировой войнах. Кроме того, он был членом Греческого олимпийского комитета 19 лет.